# Kammarmusik (bok)
Kammarmusik (Chamber Music) är en diktsamling av James Joyce utgiven 1907. Den består av 36 dikter och var författarens debutbok. 1982 utkom delar av den på svenska i tolkningar av Birger Hedén och Gunnar Ekelöf. Hela samlingen ingår i Blänk av ametist, översatt av Lars Johansson (ellerströms, 2011).